# Mậu A
Mậu A là thị trấn huyện lỵ của huyện Văn Yên, tỉnh Yên Bái, Việt Nam.

## Địa lý
Thị trấn Mậu A nằm ở trung tâm huyện Văn Yên có vị trí địa lý:
- Phía bắc giáp xã Mậu Đông và xã Ngòi A
- Phía đông giáp xã Yên Thái
- Phía nam giáp xã Yên Hợp với ranh giới là sông Hồng
- Phía tây giáp xã An Thịnh với ranh giới là sông Hồng.

Thị trấn Mậu A có diện tích 7,97 km², dân số năm 2023 là 15.383 người, mật độ dân số đạt 1.942 người/km².

## Hành chính
Thị trấn Mậu A được chia thành 11 tổ dân phố số: 1, 2, 3, 4, 5, 6, 7, 8, 9, 10, 11.

## Lịch sử
Trước năm 1964, xã Mậu A thuộc huyện Trấn Yên.
Ngày 16 tháng 12 năm 1964, chuyển xã Mậu A thuộc huyện Trấn Yên về huyện Văn Yên mới thành lập để quản lý.
Ngày 12 tháng 2 năm 1987, Hội đồng Bộ trưởng ban hành Quyết định số 15-HĐBT về việc:
- Giải thể xã Mậu A.
- Thành lập thị trấn Mậu A trên cơ sở 802 hécta diện tích đất tự nhiên với 7.262 nhân khẩu của xã Mậu A.
- Sáp nhập phần còn lại của xã Mậu A gồm 286,81 hécta đất tự nhiên với 716 nhân khẩu vào xã Mậu Đông.

Ngày 28 tháng 4 năm 2023, UBND tỉnh Yên Bái ban hành Quyết định số 649/QĐ-UBND về việc công nhận thị trấn Mậu A là đô thị loại V.
Ngày 4 tháng 3 năm 2025, Bộ Xây dựng ban hành Quyết định số /QĐ-BXD về việc công nhận thị trấn Mậu A là đô thị loại IV.

## Giao thông
Giao thông thị trấn Mậu A có: Đường cao tốc Nội Bài – Lào Cai, các đường tỉnh: 163 (Yên Bái – Khe Sang), 165 (Mậu A - Tân Nguyên), 166 (Âu Lâu – Ðông An), 175 (An Thịnh – Bản Hẻo) và tuyến đường sắt Hà Nội – Lào Cai chạy trên địa bàn, trên tuyến có ga Mậu A.
Ngoài sông Hồng, trên địa bàn thị trấn còn có một số dòng suối chi lưu đổ vào sông, trong số đó phải kể đến ngòi A.